# Félix Goblet d’Alviella
Félix Albert Goblet d’Alviella (ur. 26 maja 1884 w Ixelles, zm. 7 lutego 1957 w Brukseli) – belgijski szermierz, srebrny medalista igrzysk olimpijskich.
Na igrzyskach olimpijskich w Antwerpii w 1920 roku, wspólnie z Josephem De Craeckerem, Paulem Anspachem, Léonem Tomem, Victorem Boinem, Ernestem Geversem i Philippe'em de Beaulieu zdobył srebrny medal w szpadzie drużynowej. W szpadzie indywidualnej był dziesiąty, wygrywając trzy z jedenastu pojedynków rundy finałowej. Wystartował również w szabli indywidualnej, w której dotarł do półfinałów. Na rozgrywanych cztery lata później igrzyskach olimpijskich w Paryżu wystąpił w szabli drużynowej, w której Belgowie odpadli w ćwierćfinałach. 
Nie zdobył medalu mistrzostw świata. 
Był działaczem sportowym. W latach 1946–1956 był prezydentem Międzynarodowej Federacji Gimnastycznej (FIG).
Posiadał tytuł hrabiego (fr. comte).